# Sønderborg (stacja kolejowa)
Sønderborg – stacja kolejowa w Sønderborgu, w Danii. Znajduje się tu 1 peron.